# Малка пъструшка
Малката пъструшка (Porzana pusilla) е птица от семейство Дърдавцови (Rallidae). Среща се и в България.

## Физически характеристики
Дължина на тялото: 18 cm, Размах на крилата: 35 cm. Има възрастов и слабо изразен полов диморфизъм. Мъжкия отгоре е кафяв с черни петна и бели резки; отдолу е тъмносив, по слабините с черни и бели препаски. Женската наподобява мъжкия, но е с белезникаво подбрадие. Младите са с бяло подбрадие и кафяви препаски по шията и гърдите.

## Разпространение
Обитава водоеми, обрасли с гъста растителност.